# Héctor Sabatino Cardelli

Wappen von Héctor Sabatino Cardelli

Héctor Sabatino Cardelli (* 30. August 1941 in Godoy, Provinz Santa Fe; † 7. November 2022 in Rosario) war ein argentinischer Geistlicher und römisch-katholischer Bischof von San Nicolás de los Arroyos.

## Leben
Héctor Sabatino Cardelli empfing nach seiner theologischen Ausbildung am 21. September 1968 die Priesterweihe durch Guillermo Bolatti, Erzbischof von Rosario. Seit 1976 war er Pfarrer in der Pfarrei Maria Madre de la Iglesia im Stadtteil Matheu von Rosario.
Papst Johannes Paul II. ernannte ihn am 31. Dezember 1997 zum Titularbischof von Furnos Maior und Weihbischof in Rosario. Die Bischofsweihe spendete ihm der Erzbischof von Rosario, Eduardo Vicente Mirás, am 14. Juli desselben Jahres; Mitkonsekratoren waren Jorge Manuel López, emeritierter Erzbischof von Rosario, und Mario Luis Bautista Maulión, Bischof von San Nicolás de los Arroyos.
Am 2. Mai 1998 berief ihn Johannes Paul II. zum Bischof von Concordia und am 21. Februar 2004 wurde er zum Bischof von San Nicolás de los Arroyos ernannt.
Papst Franziskus nahm am 21. September 2016 seinen altersbedingten Rücktritt an.
Héctor Sabatino Cardelli ist am 7. November 2022 in Rosario im Alter von 81 Jahren verstorben.